# Edward C. Bullard
Sir Edward Crisp Bullard (* 21. September 1907 in Norwich, Norfolk; † 3. April 1980 in La Jolla, Kalifornien) war ein britischer Geophysiker.
Bullard studierte Physik bei Ernest Rutherford am Cavendish Laboratory der Universität Cambridge. Später wechselte er von der Kernphysik zur Geophysik. Dort arbeitete er vor allem auf dem Gebiet der Dynamo-Theorie zur Entstehung des Erdmagnetfeldes.
Von 1948 bis 1955 leitete er das National Physical Laboratory.
Bullard erhielt 1975 die William Bowie Medal der American Geophysical Union. 1941 wurde er als Mitglied („Fellow“) in die Royal Society gewählt, die ihn 1953 mit der Hughes-Medaille und 1975 mit der Royal Medal auszeichnete. 1953 wurde er zum Knight Bachelor geschlagen, 1954 wurde er in die American Academy of Arts and Sciences gewählt, 1959 in die National Academy of Sciences und 1969 in die American Philosophical Society. 1965 wurde ihm die Goldmedaille der Royal Astronomical Society verliehen.